# Bathypsammia
Bathypsammia är ett släkte av koralldjur. Bathypsammia ingår i familjen Dendrophylliidae.
Kladogram enligt Catalogue of Life:
| Bathypsammia | \| \| Bathypsammia falloscoialis \| \| \| \| \| \| Bathypsammia tintinnabulum \| \| \| \| |
|              | \| \| Bathypsammia falloscoialis \| \| \| \| \| \| Bathypsammia tintinnabulum \| \| \| \| |
|              | Astroides                                                                                 |
|              |                                                                                           |
|              | Balanophyllia                                                                             |
|              |                                                                                           |
|              | Cladopsammia                                                                              |
|              |                                                                                           |
|              | Dendrophyllia                                                                             |
|              |                                                                                           |
|              | Dichopsammia                                                                              |
|              |                                                                                           |
|              | Duncanopsammia                                                                            |
|              |                                                                                           |
|              | Eguchipsammia                                                                             |
|              |                                                                                           |
|              | Enallopsammia                                                                             |
|              |                                                                                           |
|              | Endopachys                                                                                |
|              |                                                                                           |
|              | Endopsammia                                                                               |
|              |                                                                                           |
|              | Heteropsammia                                                                             |
|              |                                                                                           |
|              | Leptopsammia                                                                              |
|              |                                                                                           |
|              | Notophyllia                                                                               |
|              |                                                                                           |
|              | Pourtalopsammia                                                                           |
|              |                                                                                           |
|              | Rhizopsammia                                                                              |
|              |                                                                                           |
|              | Thecopsammia                                                                              |
|              |                                                                                           |
|              | Trochopsammia                                                                             |
|              |                                                                                           |
|              | Tubastraea                                                                                |
|              |                                                                                           |
|              | Turbinaria                                                                                |
|              |                                                                                           |
|              | Bathypsammia falloscoialis                                                                |
|              |                                                                                           |
|              | Bathypsammia tintinnabulum                                                                |
|              |                                                                                           |

|  | Bathypsammia falloscoialis |
|  |                            |
|  | Bathypsammia tintinnabulum |
|  |                            |